# Herbert Fisher
Herbert Albert Laurens Fisher (ur. 21 marca 1865 w Londynie, zm. 18 kwietnia 1940 tamże) – brytyjski historyk i polityk, członek Partii Liberalnej, minister w rządach Davida Lloyda George’a.

## Życiorys
Był najstarszym synem historyka Herberta Williama Fishera i Mary Louisy Jackson. Wykształcenie odebrał w Winchester College oraz w New College na Uniwersytecie Oksfordzkim. W 1912 r. został wicekanclerzem Uniwersytetu Sheffield. W 1899 r. poślubił ekonomistkę Lettice Ilbert. Ich jedynym dzieckiem była Mary Bennett.
W 1916 r. Fisher został wybrany do Izby Gmin jako reprezentant okręgu Sheffield Hallam. Od 1918 r. reprezentował Combined English Universities. W latach 1916–1922 był przewodniczącym Rady Edukacji. W 1918 r. odpowiadał za przyjęcie Education Act, który przedłużał obowiązkową edukację do ukończenia 14 roku życia.
Fisher zrezygnował z miejsca w Izbie Gmin w 1926 r. i objął stanowisko bajlifa i stewarda Chiltern Hundreds. Został również dziekanem New College. Opublikował trzytomową History of Europe w 1935 r. W 1937 r. otrzymał Order Zasługi. W 1927 r. otrzymał nagrodę James Tait Black Memorial Prize za biografię lorda Bryce'a James Bryce, Viscount Bryce of Dechmont, O.M.. Inne jego publikacje to m.in. Bonapartism (1908), The Republican Tradition in Europe (1911) i Napoleon (1913).

## Publikacje
- The Medieval Empire, Vol. 2, Macmillan & Co., 1898.
- Studies in Napoleonic Statesmanship: Germany, Oxford: Clarendon Press, 1903.
- The History of England, from the Accession of Henry VII to the Death of Henry VIII, 1485–1547, Longmans, Green & Co., 1906.
- Bonapartism; Six Lectures Delivered in the University of London, Oxford : Clarendon Press, 1908.
- The Republican Tradition in Europe, Methuen & Co., 1911.
- Napoleon, H. Holt and Company, 1913 [1st Pub. 1912].
- Studies in History and Politics, Oxford : The Clarendon Press, 1920.
- The Common Weal, Oxford: The Clarendon Press, 1924.
- Our New Religion, E. Benn, Limited, 1929. An examination of Christian Science.  Reprint 2003, Kessinger Publishing Co. ISBN 978-0766139268.

## Wybrane publikacje w języku polskim
- "Historia Europy": Wojna stuletnia, przeł. Jerzy Z. Kędzierski [w:] Współcześni historycy brytyjscy. Wybór z pism, oprac. i przedmową zaopatrzył Jerzy Z. Kędzierski, słowo wstępne G. P. Gooch, Londyn: B. Świderski 1963, s. 203-223.